# Sent Sarnin (Òlt)
Sent Sarnin (en francès Saint-Cernin) és un municipi francès situat al departament de l'Òlt i a la regió d'Occitània.

## Demografia
| 1962                                       | 1968 | 1975 | 1982 | 1990 | 1999 | 2007 |
| ------------------------------------------ | ---- | ---- | ---- | ---- | ---- | ---- |
| 211                                        | 230  | 183  | 166  | 149  | 167  | 195  |
| Des de 1962: població sense dobles comptes |      |      |      |      |      |      |

## Administració
| Període   | Identitat       | Partit |
| --------- | --------------- | ------ |
| 1943-1953 | Amedée Raffy    |        |
| 1953-1967 | Paul Delfau     |        |
| 1967-1995 | Jean Pechmalbec |        |
| 1995-     | Raymond Paganel |        |